# Resultados do Carnaval do Rio de Janeiro em 1930
Nesta página estão listados os resultados dos concursos de ranchos carnavalescos e sociedades carnavalescas do carnaval do Rio de Janeiro do ano de 1930. Flor do Abacate foi o campeão dos ranchos e o Clube dos Fenianos venceu a disputa das grandes sociedades.

## Ranchos carnavalescos
O "Dia dos Ranchos" foi organizado pelo Jornal do Brasil e realizado a partir das 21 horas da segunda-feira, dia 3 de março de 1930, na Avenida Rio Branco.
| Ordem dos desfiles |
| 1. Flor da Lira (Enredo: "O Tratado de Limites") 2. Parasitas de Ramos (Enredo: "Mundo Infernal") 3. Aborrecidos do Realengo (Enredo: "O Concílio das Flores") 4. Paraíso da Infância (Enredo: "Manon Lescaut") 5. Prazer das Morenas (Enredo: "Escola de Bellas Artes") 6. Cartolinhas Mysteriosos (Enredo: "B-en-Hur") 7. Arrepiados (Enredo: "Ordem e Progresso") 8. Caprichosos da Estopa (Enredo: "Dido e Enéas") 9. Alliança Club (Enredo: "Loucura Infernal") 10. Flor do Abacate (Enredo: "A Queda de Palmyra") 11. Miséria e Fome (Enredo: "Lohengrin") |

### Julgadores
A comissão julgadora foi formada por Armando Magalhães Correia, Eduardo Souto, Miguel Camplosdi e Brás Domenech.

### Classificação
Flor do Abacate foi o campeão.
| Col.                 | Rancho                  |
| -------------------- | ----------------------- |
| 1                    | Flor do Abacate         |
| 2                    | Caprichosos da Estopa   |
| Prêmio de Harmonia   |                         |
| 1                    | Prazer das Morenas      |
| 2                    | Cartolinhas Mysteriosos |
| Prêmio de Enredo     |                         |
| 1                    | Alliança Club           |
| 1                    | Cartolinhas Mysteriosos |
| 2                    | Arrepiados              |
| Prêmio de Estandarte |                         |
| 1                    | Alliança Club           |
| 2                    | Cartolinhas Mysteriosos |
| 2                    | Arrepiados              |
| Menções Honrosas     |                         |
| Flor da Lira         |                         |
| Miséria e Fome       |                         |
| Parasitas de Ramos   |                         |

## Sociedades carnavalescas
O desfile das grandes sociedades foi realizado a partir da noite da terça-feira de carnaval, dia 4 de março de 1930, na Avenida Rio Branco.
| Ordem dos desfiles                                                                                                   |
| 1. Clube dos Fenianos 2. Pierrôs da Caverna 3. Congresso dos Fenianos 4. Tenentes do Diabo 5. Clube dos Democráticos |

### Classificação
Clube dos Fenianos foi o campeão.
| Col. | Sociedade              |
| ---- | ---------------------- |
| 1    | Clube dos Fenianos     |
| 2    | Tenentes do Diabo      |
| 3    | Clube dos Democráticos |